# Lavelilla
Lavelilla (aragonesisch La Velilla) ist ein spanischer Ort in den Pyrenäen in der Provinz Huesca der Autonomen Gemeinschaft Aragonien. Der Ort gehört zur Gemeinde Fiscal. Lavelilla hat seit Jahren keine Einwohner mehr.

## Geographie
Lavelilla liegt circa zehn Kilometer südöstlich von Fiscal am rechten Ufer des Ara. Der Ort ist über die Nationalstraße N-260 zu erreichen. 

## Geschichte
Der Ort hatte im Jahr 1900 72 Einwohner.

## Sehenswürdigkeiten

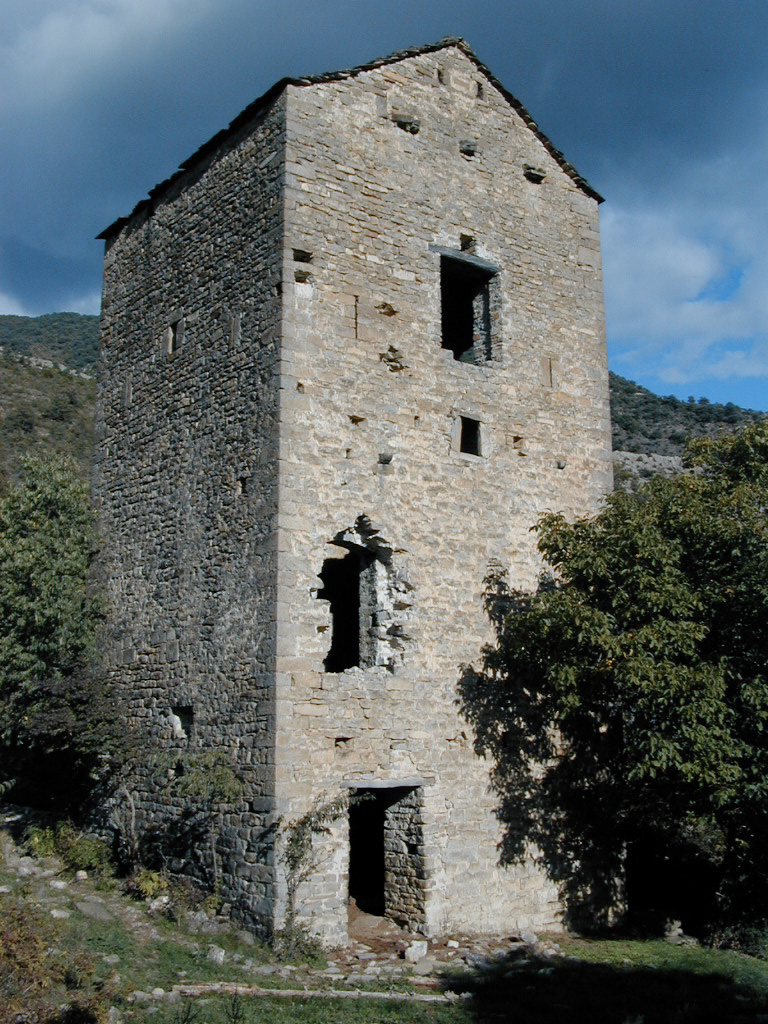
Turm

- Wehrturm (Bien de Interés Cultural), erbaut im 16. Jahrhundert
- Kirche San Pedro